# Blang Seunong (Jeumpa)
Blang Seunong is een bestuurslaag in het regentschap Bireuen van de provincie Atjeh, Indonesië. Blang Seunong telt 568 inwoners (volkstelling 2010).